# Monstera aureopinnata
Monstera aureopinnata — квіткова рослина з роду Monstera родини Araceae. Це епіфіт.

## Поширення
Його батьківщиною є Колумбія, Еквадор і Перу.